# Neftegorsk (oblast Sachalin)
Neftegorsk (Russisch: Нефтегорск) is een voormalige nederzetting met stedelijk karakter op het Russische eiland Sachalin, die in 1995 werd verwoest door een aardbeving. De plaats lag op 98 kilometer ten zuiden van Ocha en heette tot 1970 Vostok. In 1989 had de plaats 3.507 inwoners. De inwoners van de plaats bestonden vooral uit oliewerkers en hun gezinnen. De plaats vormde bestuurlijk gezien onderdeel van het gemeentelijke district Ochinski van de oblast Sachalin.
Op 28 mei 1995 om 1.04 uur lokale tijd vond een aardbeving plaats bij Neftegorsk met een kracht van 7,6 op de schaal van Richter, waarbij volgens officiële cijfers 2.032 van de 3.176 personen tellende bevolking de dood vonden en de plaats volledig werd verwoest. 369 mensen werden levend onder de puinhopen vandaan gehaald, maar in veel gevallen stierven ze daarna alsnog aan hun verwondingen. Na de ramp werd besloten de plaats niet weer op te bouwen. Een gedenkteken markeert nu de plaats van de ramp.